# Buta (okręg Ardżesz)
Buta – wieś w Rumunii, w okręgu Ardżesz, w gminie Negrași. W 2011 roku liczyła 198 mieszkańców.